# Mega Millions
Pour les articles homonymes, voir Big Game (homonymie).
Le Mega Millions, qui est né en 1996 sous le nom de The Big Game, puis rebaptisé The Big Game Mega Millions en 2002, est un jeu de loterie américain offert dans 44 États des États-Unis, à Washington et dans les Îles Vierges américaines.
En 2002 s'est tenu le tout premier tirage du Mega Millions (Big Game). À l'époque, le Mega Millions n'était proposé que dans 6 États. Par ailleurs, le logo du Mega Millions a conservé la boule jaune avec 6 étoiles comme souvenir des premiers tirages de la loterie.  
La dernière version des règles du Mega Millions a instauré un jackpot minimum de 40 millions de dollars américains. Les jackpots peuvent être versés dans leur intégralité, moyennement un pourcentage du prix, ou peuvent être payés sur 30 ans, avec un montant qui augmente de 5 % chaque année – cette méthode permet de récupérer l’ensemble des gains.
S'il n'y a pas de gagnant de gros lot, le jackpot augmente d’au moins 5 millions de dollars à chaque tirage.
Le plus gros jackpot gagné dans l'histoire de Mega Millions était de 1,537 milliard de dollars, pour le tirage du 23 octobre 2018, lors duquel un seul ticket gagnant du jackpot a été vendu en Caroline du Sud. Le gagnant a anonymement réclamé le prix en mars 2019.
Mega Millions est tiré à 23 h Heure de l'Est les mardis et vendredis soirs, y compris les jours fériés. Mega Millions est administré par un consortium de ses 12 loteries originales; les tirages ont lieu dans les studios de WSB-TV à Atlanta, en Géorgie, supervisés par la Georgia Lottery. Les hôtes sont John Crow et Adrian Wollford.

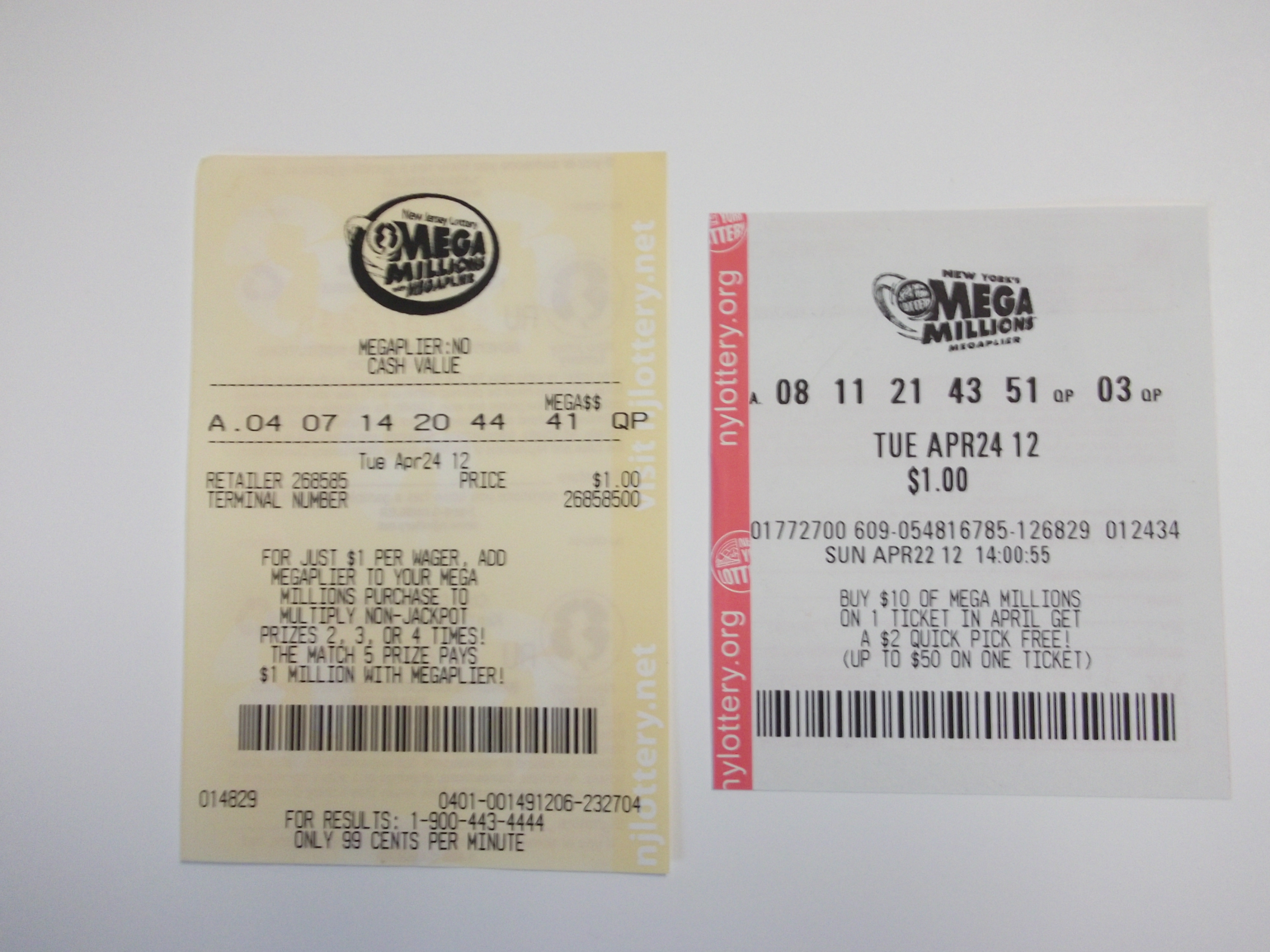
Ticket de Mega Millions.

## Historique

### 1996 - Le Big Game
Les premiers billets du Big Game ont été vendus le 31 août 1996. Rebecca Paul (de la loterie de Georgie) et Penelope W. Kyle (de la loterie de Virginie) ont imaginé ce nouveau jeu de loto qui comptait 6 états membres fondateurs : la Géorgie, l’Illinois, le Maryland, le Massachussetts, le Michigan et la Virginie. Au départ, il comptait un tirage tous les vendredis.
À partir de mai 1999, le New Jersey a rejoint le Big Game. C’est le seul état qui a rejoint le fameux jeu de loto avant que celui-ci ne devienne le Mega Millions que nous connaissons aujourd’hui. Tandis que le Montana est le premier à avoir rejoint les états membres du Mega Millions après les changements de 2010.

### 2002 - Le Big Game Mega Millions
L'Ohio et New York ont rejoint le consortium du Big Game le 15 mai 2002 lorsque le nom de la loterie a été modifié en The Big Game Mega Millions. C'est ainsi qu'ils comptaient conserver la renommée du Big Game tout en lui donnant un nouveau visage. La Big Money Ball est devenue la Mega Ball.
Certes, le nom a été légèrement modifié, mais sur le logo, seul The Big Game était inscrit. Ce n'est qu'en 2003 que la boule dorée a été remplacée par 6 étoiles représentant les 6 premiers membres du Mega Millions. Le premier tirage Mega Millions a eu lieu le 17 mai de la même année. La loterie de l'Illinois est garante de la marque déposée du fameux Mega Millions.
C'est le Texas qui a lancé le Megaplier en 2003, option similaire au Power Play du Powerball. En janvier 2011, les autres états membres (sauf la Californie) ont suivi et ont eux aussi ajouté l’option du Megaplier.

### 2010: Expansion grâce à la vente croisée
Début 2009, la loterie du New Jersey a annoncé qu'elle demanderait la permission de vendre des billets Powerball aux côtés des billets Mega Millions. En octobre 2009, un accord entre le Mega Millions et la MUSL (Multi-State Lottery Association) a permis à toutes les loteries américaines, y compris celles du New Jersey, d'offrir les deux jeux. C’est donc le 31 janvier 2010 que le Mega Millions se développe et inclut 23 nouveaux membres de la MUSL en plus des 35 déjà existants. Le même jour, 10 des loteries qui vendaient les billets Mega Millions ont commencé à vendre des billets du Powerball.
Avant cet accord, les seuls endroits qui pouvaient vendre des billets du Mega Millions et du Powerball était les boutiques dont l’activité se situait à la frontière entre des juridictions vendant les deux jeux concurrents.
Les 23 nouvelles loteries qui ont rejoint le Mega Millions, ont de suite offert le Megaplier à leurs joueurs. Encore aujourd’hui, le tirage du Megaplier est fait par les ordinateurs de la loterie du Texas car la Californie n’offre pas l’option Megaplier.
Les billets Mega Millions achetés avec l’option Megaplier, depuis le 12 septembre 2010, gagnent automatiquement 1 million de dollars (au lieu de 250 000 $) si les 5 boules blanches correspondent (sans la Mega Ball).
Le 13 mars 2010, le New Jersey est devenu le premier participant Mega Millions (juste avant l’expansion de la vente croisée) à produire un billet gagnant de grande cagnotte du Powerball. Le 28 mai 2010, la Caroline du Nord est le premier état membre du Powerball, avant la vente croisée, à produire un gagnant de grande cagnotte du Mega Millions.

### 2013 - Changement de format
Le 18 octobre 2013 voit la fin des tirages 5/56 + 1/46. Ce soir-là, la grande cagnotte de 37 millions de dollars n'a pas été remportée.
Le premier tirage sous le nouveau format 5/75 + 1/15 a vu l’estimation de sa grande cagnotte passer de 37 millions à 55 millions grâce à une nouvelle politique de collecte annuelle.
Le jackpot minimum était de 15 millions de dollars avec des remises en jeu d’au moins 5 millions de dollars tandis que le deuxième prix est passé à 1 million de dollars. Sous ce format revisité, les joueurs choisissaient 5 boules blanches sur 75 et la « Gold Ball » (Boule d’Or) sur 15.
L’option Megaplier est restée, tandis que l'option x5 du multiplier a été ajoutée.
Les prix secondaires basés sur les tickets de 1 $, jusqu'en 2013 :
- Numéros correspondants 5 + 0 : 250 000 $
- Numéros correspondants 4 + Mega Ball : 10 000 $
- Numéros correspondants 4 + 0 : 150 $
- Numéros correspondants 3 + Mega Ball : 150 $
- Numéros correspondants 3 + 0 : 7 $
- Numéros correspondants 2 + Mega Ball : 10 $
- Numéros correspondants 1 + Mega Ball : 3 $
- Numéros correspondants 0 + Mega Ball : 2 $

Les chances de gagner la grande cagnotte (entre le 19 octobre 2013 et le 27 octobre 2017) étaient de 1 sur 258,9 millions, tandis que les chances de remporter un prix étaient de 1 sur 14,71.
Prix et chances de gagner (version entre 2013 et 2017), basée sur les billets à 1 dollar.
- Numéros correspondants 5 + 1 = Jackpot, 1 chance sur 258 890 850
- Numéros correspondants 5 + 0 : 1 000 000 $, 1 chance sur 17 259 390
- Numéros correspondants 4 + Mega Ball : 5 000 $, 1 chance sur 739 688
- Numéros correspondants 4 + 0 : 500 $, 1 chance sur 52 835
- Numéros correspondants 3 + Mega Ball : 50 $, 1 chance sur 10 720
- Numéros correspondants 3 + 0 : 5 $, 1 chance sur 766
- Numéros correspondants 2 + Mega Ball : 5 $, 1 chance sur 473
- Numéros correspondants 1 + Mega Ball : 2 $, 1 chance sur 56
- Numéros correspondants 0 + Mega Ball : 1 $, 1 chance sur 21

Jusque-là, il n'était possible de récupérer la grande cagnotte qu'en paiements annuels sur 26 ans (20 ans au départ du Big Game). Le 19 octobre 2013, les paiements annuels se sont prolongés sur 30 ans, avec une augmentation graduelle de 5 % tous les ans.

### 2017 - Nouveaux changements
Le 28 octobre 2017, le prix d’un billet Mega Millions a doublé, et est passé à 2 $. Le premier tirage avec les billets à 2 $ a eu lieu le 31 octobre 2017. Le Mega Millions a réduit son nombre de boules blanches de 75 à 70, ainsi que son nombre de boules rouges, de 70 à 25. La grande cagnotte minimum est montée à 40 millions de dollars avec une remise en jeu minimum de 5 millions de dollars. L'option Megaplier a été retenue, et un ajustement fait au Multipliers.
Prix (depuis 2017), basés sur les billets à 2 dollars.
- Numéros correspondants 5 + 1 : à partir de 40 millions de dollars
- Numéros correspondants 5 + 0 : 1 000 000 $
- Numéros correspondants 4 + Mega Ball : 10 000 $
- Numéros correspondants 4 + 0 : 500 $
- Numéros correspondants 3 + Mega Ball : 200 $
- Numéros correspondants 3 + 0 : 10 $
- Numéros correspondants 2 + Mega Ball : 10 $
- Numéros correspondants 1 + Mega Ball : 4 $
- Numéros correspondants 0 + Mega Ball : 2 $

La nouvelle structure des prix, alloue plus ou moins 75 % du total des gains à la grande cagnotte alors que la version de 2013 à 2017 allouait à peu près 68 % du Prize Pool à la grande cagnotte.

## Comment jouer au Mega Millions

### Les règles du Mega Millions
Pour gagner la grande cagnotte, il suffit que les 6 numéros que vous choisissez correspondent aux numéros gagnants ! Pour jouer, plusieurs options s'offrent à vous : vous pouvez utiliser l’option Flash (« quick pick » en anglais) qui génère des numéros aléatoirement, ou vous pouvez choisir vos numéros. Dans ce cas-là, il vous faut choisir 5 numéros différents de 1 à 70 puis un autre numéro de 1 à 25.
Le Jackpot minimum est de 40 millions de dollars, et il n’existe pas de limite maximum. Chaque remise en jeu voit la somme de 5 millions de dollars, au moins, rajoutée à la grande cagnotte précédente.
La plus grande cagnotte jamais remportée au Mega Millions est de 1,537 milliard de dollars ! Elle a été remportée en octobre 2018.
Il existe, en tout, 9 façons de gagner au Mega Millions.
Les gagnants du Mega Millions ont entre 180 jours et 1 an pour réclamer leurs prix, en fonction de l'état où ils jouent, et des prix en question.
« L'âge minimum requis pour jouer au Mega est de 18 ans, sauf en Arizona, dans l'Iowa, et en Louisiane ou l'âge requis est de 21 ans, tandis qu'au Nebraska il est de 19 ans. Généralement (à part en Virginie), les mineurs peuvent recevoir les gains d’un billet offert en cadeau ».

### Megaplier
Le Megaplier est une option unique au Mega Millions, qui multiplie les gains secondaires par 2, 3, 4 ou 5. C’est la loterie du Texas qui procède aux tirages, car c’est le seul état qui offrait cette option avant l’accord de vente croisée du 31 janvier 2010.
En ajoutant 1 $ à son billet, un joueur a la possibilité de multiplier n’importe quel gain, en dehors du Jackpot, par 2, 3, 4 ou 5.

## Le règlement pour les joueurs étrangers
Les joueurs étrangers peuvent aussi participer au jeu. Mais la loi sur l'immoralité stipule que « Toute personne a l'interdiction d'importer aux États-Unis, d'un pays étranger, tout billet de loterie, tout document imprimé pouvant être utilisé comme billet de loterie ou toute annonce de loterie. ». En conclusion, le billet ne doit pas quitter les États-Unis.
N'importe qui peut donc acheter un billet au Mega Millions, mais il doit rester dans le pays jusqu’au tirage, ou le laisser chez quelqu'un de confiance.
Il existe des sites qui proposent d’acheter des billets Mega Millions et Powerball en ligne. Il suffit de bien vérifier que ces sites soient légitimes.

## Les gagnants extraordinaires du Mega Millions
| Numéro | Gain (Mio $) | Date            | Remarque |
| ------ | ------------ | --------------- | --- |
| 1      | 1 537        | 23 octobre 2018 | Le Jackpot, en valeur de 1,537 milliard de dollars, est le plus grand prix jamais remporté au monde, par un ticket unique. C'est aussi la deuxième plus grande cagnotte jamais mise en jeu, après que le Powerball ait offert 1,586 milliard de dollars à trois billets gagnants, le 13 janvier 2016. Le gagnant est un habitant de Caroline du Sud, qui a tenu a rester anonyme. Il ne s'est présenté que le 6 mars 2019, soit près de 5 mois après avoir remporté le gros lot,. |
| 2      | 1 348        | 13 janvier 2023 | Ce tirage, qui a eu lieu un vendredi 13, a rapporté une grande cagnotte de 1 348 milliards de dollars au Maine. Le ticket gagnant, acheté dans une stations service Hometown Gas & Grill, au Liban (Maine), était le seul avec tous les numéros gagnants : 30, 43, 45, 46, 61/14. |
| 3      | 1 337        | 29 juillet 2022 | 2022 nous a offert un nouveau jackpot record avec un autre jackpot Mega Millions qui a dépassé la barre du milliard de dollars. Le billet unique gagnant a été acheté dans une station-service Speedway à Des Plaines, dans l’Illinois. Il avait les numéros gagnants : 13-36-45-57-67/ 14 pour le tirage du 29 juillet 2022 |

Le Mega Millions est plein d’anecdotes et de belles histoires comme celle de Nataliia, jeune ukrainienne qui a gagné le deuxième jackpot du Mega Millions la veille de ses 23 ans. Elle est devenue millionnaire pour son anniversaire.

## Dessins
Habituellement, les dessins ont lieu dans les studios de WSB-TV à Atlanta, en Géorgie,. Le premier animateur était le chef météorologue de WSB, Glenn Burns. Depuis 2008, les dessins sont présentés par les animateurs des tirages de la Georgia Lottery, l'acteur John Crow, l'animatrice de radio d'Atlanta Carol Blackmon et Adrian Whitford. Crow commence généralement chaque dessin en disant : « Voyons si je peux faire de vous un millionnaire ce soir » ou « Voyons si vous pouvez gagner de l'argent ! » et termine par « Continuez à jouer, l'Amérique ! » Sabrina Cupit était à l'origine la présentatrice secondaire si ni Crow ni Blackmon n'étaient disponibles. En 2022, Cupit a été remplacée par Andrea Whitford. Blackmon a pris sa retraite en 2023, laissant Crow et Whitford comme animateurs. Les dessins sont audités par Preston, CPA.
Avant l'expansion du cross-sell le 31 janvier 2010, Mega Millions était la seule loterie multi-juridictionnelle dont les dessins étaient diffusés à l'échelle nationale, plutôt que seulement sur les stations dans les juridictions participantes. Le superstation basé à Chicago WGN-TV diffusait simultanément les dessins de Mega Millions sur son flux national WGN America juste après le journal de 21h00 Heure Centrale de WGN. À la suite de l'expansion du cross-sell, WGN a également commencé à diffuser les dessins du Powerball à l'échelle nationale. WGN était le diffuseur par défaut des deux jeux majeurs là où aucune station de télévision locale ne diffusait les dessins de l'une ou l'autre des loteries multi-juridictionnelles. Les deux dessins ont été retirés de WGN America fin 2014 lorsqu'il a cessé de diffuser les journaux de WGN.
Deux machines sont utilisées pour chaque dessin de Mega Millions. Le modèle utilisé pour Mega Millions est le Criterion II, fabriqué par Smartplay International de Edgewater Park, New Jersey. Les boules sont déplacées grâce à des bras qui tournent en sens inverse et qui mélangent aléatoirement les boules. Chacune des cinq boules blanches, à quelques secondes d'intervalle, tombe à travers un trou dans le fond du tambour de mélange.

## Revenus
Environ 50 % des ventes de Mega Millions sont reversées aux joueurs sous forme de prix ; le reste est réparti (chaque loterie a des règles différentes concernant ces fonds) entre les détaillants, le marketing et les opérations, ainsi que les 46 juridictions offrant le jeu; différentes loteries utilisent les recettes de différentes manières.